# Kerguelen
Las islas Kerguelen (antes denominadas como islas de la Desolación) constituyen un archipiélago ubicado en el océano Índico meridional, a unos 3900 km al sursudeste de Puerto Elizabeth, y a unos 2000 km al norte de las costas de la Antártida. Son posesión de Francia, y como tales están incluidas en las Tierras Australes y Antárticas Francesas (Terres Australes et Antarctiques Françaises, TAAF). El archipiélago está constituido por una isla principal llamada Grande Terre de 6675 km², y más de 300 pequeñas islas, islotes y arrecifes que se disponen en torno a Grande Terre, lo cual otorga al archipiélago una superficie total de 7215 km².
La isla principal es radial, con costas muy accidentadas y escarpadas donde abundan los fiordos y las penínsulas que tales accidentes producen. Las dimensiones de la isla son de 150 km lineales de oeste a este, y 120 km lineales de sur a norte. La altura máxima de la isla, y por ende de todo el archipiélago, es el pico llamado Monte Ross (1850 m s. n. m.), del cual descienden ventisqueros que, en la parte occidental, constituyen un extenso glaciar.

## Historia

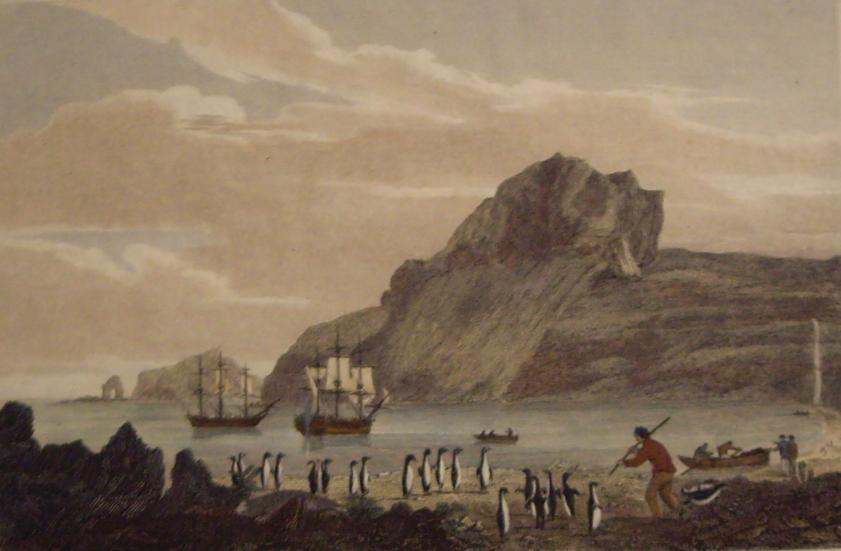
Grabado Puerto de Navidad, Tierra de Kerguelen, de 1811

El archipiélago fue descubierto por una expedición al mando de Yves Joseph de Kerguelen de Trémarec en 1772. Posteriormente, una serie de expediciones visitaron brevemente las islas, incluida la del capitán James Cook en 1776. En el verano austral de 1874-1875 expediciones de EE. UU, Gran Bretaña, Alemania y Holanda visitaron las islas Kerguelen para observar el tránsito de Venus. Durante la segunda mitad del siglo XIX se creó un intento de Estado monárquico (por parte de unos pescadores, con su propio rey, que fue expulsado de las islas por los cazadores de focas y balleneros que allí habitaban), que luego pasaría a convertirse en una efímera república de cazadores de focas y balleneros. En 1893 el estado francés tomó oficialmente posesión de las Kerguelen. 
En 1924 las islas Kerguelen, junto a las islas Crozet, Saint-Paul, y Ámsterdam, fueron anexionadas al Gobierno General de Madagascar (entonces dependencia francesa). El crucero auxiliar de la Alemania nazi Atlantis llegó a las islas Kerguelen en diciembre de 1940, siendo el primero de los varios navíos de la misma bandera que allí recalaron con relativa frecuencia. Durante su estancia la tripulación llevó a cabo el mantenimiento y la reposición de sus reservas de agua. La primera víctima mortal del buque de guerra se produjo cuando un marinero, Bernhard Herrmann, cayó mientras pintaba la chimenea. Está enterrado en lo que se refiere a veces como "la tumba alemana más meridional" de la Segunda Guerra Mundial.
Tras 1955 y en vista de la inevitable independencia de Madagascar, el estado francés incluyó a los archipiélagos reseñados en las Tierras Australes y Antárticas Francesas (TAAF, Terres Australes et Antarctiques Françaises). Fueron administrativamente parte del Departamento de ultramar de Reunión francés. En 2004 se transformaron permanentemente en su propia entidad (que mantiene el mismo nombre), pero habiendo heredado otro grupo de cinco islas tropicales muy remotas, Les îles Éparses , que también son propiedad de Francia y se dispersan ampliamente en todo el sur del Océano Índico.
En la actualidad la población está compuesta por un centenar de científicos y sus familias, cuya presencia es de carácter temporal, durante el verano austral, instalados en la base llamada Port-aux-Français, al este de la isla principal.

## Clima
El clima es húmedo subantártico, con más de 700 mm de precipitación anual, es decir, llueve o nieva (según sea verano o invierno) de forma dispersa a lo largo del año. La alta humedad ambiental provoca la aparición de frecuentes neblinas. Las temperaturas más elevadas se dan en el mes de febrero, superando muy raramente los 12 °C; las más bajas se dan en el mes de agosto, mientras que las temperaturas en invierno nunca se han registrado por debajo de −10 °C (14 °F) al nivel del mar. Dada la alta humedad y la persistente presencia de vientos, la sensación térmica es casi siempre bastante más baja que la temperatura medida termométricamente.
Como se ha señalado, además de nuboso y pluvioso, el clima de las Kerguelen es muy ventoso, ya que se encuentran en la banda eólica de los Cuarenta bramadores que soplan casi continuamente desde el cuadrante oeste. Las rachas de viento alcanzan frecuentemente los 150 km/h, e incluso los 200 km/h, si bien estas cifras varían, como las de temperatura y humedad, según las fachadas y altitudes del archipiélago.
| Parámetros climáticos promedio de Kerguelen (984) (1981–2010) | Parámetros climáticos promedio de Kerguelen (984) (1981–2010) | Parámetros climáticos promedio de Kerguelen (984) (1981–2010) | Parámetros climáticos promedio de Kerguelen (984) (1981–2010) | Parámetros climáticos promedio de Kerguelen (984) (1981–2010) | Parámetros climáticos promedio de Kerguelen (984) (1981–2010) | Parámetros climáticos promedio de Kerguelen (984) (1981–2010) | Parámetros climáticos promedio de Kerguelen (984) (1981–2010) | Parámetros climáticos promedio de Kerguelen (984) (1981–2010) | Parámetros climáticos promedio de Kerguelen (984) (1981–2010) | Parámetros climáticos promedio de Kerguelen (984) (1981–2010) | Parámetros climáticos promedio de Kerguelen (984) (1981–2010) | Parámetros climáticos promedio de Kerguelen (984) (1981–2010) | Parámetros climáticos promedio de Kerguelen (984) (1981–2010) |
| Mes                                                           | Ene.                                                          | Feb.                                                          | Mar.                                                          | Abr.                                                          | May.                                                          | Jun.                                                          | Jul.                                                          | Ago.                                                          | Sep.                                                          | Oct.                                                          | Nov.                                                          | Dic.                                                          | Anual                                                         |
| ------------------------------------------------------------- | ------------------------------------------------------------- | ------------------------------------------------------------- | ------------------------------------------------------------- | ------------------------------------------------------------- | ------------------------------------------------------------- | ------------------------------------------------------------- | ------------------------------------------------------------- | ------------------------------------------------------------- | ------------------------------------------------------------- | ------------------------------------------------------------- | ------------------------------------------------------------- | ------------------------------------------------------------- | ------------------------------------------------------------- |
| Temp. máx. abs. (°C)                                          | 25.8                                                          | 23.6                                                          | 22.3                                                          | 23.1                                                          | 16.8                                                          | 14.5                                                          | 13.2                                                          | 15.0                                                          | 15.8                                                          | 19.1                                                          | 19.9                                                          | 22.1                                                          | 25.8                                                          |
| Temp. máx. media (°C)                                         | 11.9                                                          | 12.2                                                          | 11.1                                                          | 9.4                                                           | 7.1                                                           | 5.4                                                           | 5.1                                                           | 5.2                                                           | 5.8                                                           | 7.4                                                           | 9.1                                                           | 10.9                                                          | 8.4                                                           |
| Temp. media (°C)                                              | 8.2                                                           | 8.4                                                           | 7.6                                                           | 6.1                                                           | 4.1                                                           | 2.7                                                           | 2.3                                                           | 2.3                                                           | 2.8                                                           | 4.0                                                           | 5.5                                                           | 7.2                                                           | 5.1                                                           |
| Temp. mín. media (°C)                                         | 4.5                                                           | 4.7                                                           | 4.0                                                           | 2.9                                                           | 1.1                                                           | 0.0                                                           | -0.5                                                          | -0.5                                                          | -0.3                                                          | 0.7                                                           | 1.9                                                           | 3.5                                                           | 1.8                                                           |
| Temp. mín. abs. (°C)                                          | -1.5                                                          | -1.0                                                          | -2.2                                                          | -4.4                                                          | -7.2                                                          | -8.5                                                          | -8.9                                                          | -9.5                                                          | -7.6                                                          | -5.1                                                          | -4.4                                                          | -3.3                                                          | -9.5                                                          |
| Precipitación total (mm)                                      | 51.1                                                          | 43.8                                                          | 64.9                                                          | 57.9                                                          | 67.3                                                          | 64.7                                                          | 64.0                                                          | 58.9                                                          | 54.1                                                          | 45.3                                                          | 49.4                                                          | 55.8                                                          | 677.2                                                         |
| Días de precipitaciones (≥ 1 mm)                              | 8.4                                                           | 6.7                                                           | 9.3                                                           | 9.1                                                           | 10.8                                                          | 10.2                                                          | 11.1                                                          | 9.7                                                           | 9.1                                                           | 7.8                                                           | 7.9                                                           | 9.3                                                           | 109.4                                                         |
| Horas de sol                                                  | 190.0                                                         | 162.5                                                         | 143.0                                                         | 110.9                                                         | 93.2                                                          | 70.2                                                          | 83.6                                                          | 105.1                                                         | 125.8                                                         | 153.6                                                         | 175.1                                                         | 189.0                                                         | 1602                                                          |
| Fuente: Météo-France                                          |                                                               |                                                               |                                                               |                                                               |                                                               |                                                               |                                                               |                                                               |                                                               |                                                               |                                                               |                                                               |                                                               |

| Parámetros climáticos promedio de Port aux Français, Kerguelen | Parámetros climáticos promedio de Port aux Français, Kerguelen | Parámetros climáticos promedio de Port aux Français, Kerguelen | Parámetros climáticos promedio de Port aux Français, Kerguelen | Parámetros climáticos promedio de Port aux Français, Kerguelen | Parámetros climáticos promedio de Port aux Français, Kerguelen | Parámetros climáticos promedio de Port aux Français, Kerguelen | Parámetros climáticos promedio de Port aux Français, Kerguelen | Parámetros climáticos promedio de Port aux Français, Kerguelen | Parámetros climáticos promedio de Port aux Français, Kerguelen | Parámetros climáticos promedio de Port aux Français, Kerguelen | Parámetros climáticos promedio de Port aux Français, Kerguelen | Parámetros climáticos promedio de Port aux Français, Kerguelen | Parámetros climáticos promedio de Port aux Français, Kerguelen |
| Mes                                                            | Ene.                                                           | Feb.                                                           | Mar.                                                           | Abr.                                                           | May.                                                           | Jun.                                                           | Jul.                                                           | Ago.                                                           | Sep.                                                           | Oct.                                                           | Nov.                                                           | Dic.                                                           | Anual                                                          |
| -------------------------------------------------------------- | -------------------------------------------------------------- | -------------------------------------------------------------- | -------------------------------------------------------------- | -------------------------------------------------------------- | -------------------------------------------------------------- | -------------------------------------------------------------- | -------------------------------------------------------------- | -------------------------------------------------------------- | -------------------------------------------------------------- | -------------------------------------------------------------- | -------------------------------------------------------------- | -------------------------------------------------------------- | -------------------------------------------------------------- |
| Temp. máx. abs. (°C)                                           | 22.3                                                           | 22.3                                                           | 21.0                                                           | 23.0                                                           | 16.8                                                           | 14.5                                                           | 13.4                                                           | 14.4                                                           | 15.8                                                           | 19.1                                                           | 21.3                                                           | 21.6                                                           | 22.3                                                           |
| Temp. máx. media (°C)                                          | 11.1                                                           | 11.5                                                           | 10.5                                                           | 9.0                                                            | 6.7                                                            | 5.2                                                            | 4.7                                                            | 4.6                                                            | 5.3                                                            | 7.0                                                            | 8.6                                                            | 10.1                                                           | 7.8                                                            |
| Temp. media (°C)                                               | 7.8                                                            | 8.2                                                            | 7.3                                                            | 6.1                                                            | 4.2                                                            | 2.8                                                            | 2.2                                                            | 2.1                                                            | 2.5                                                            | 3.9                                                            | 5.3                                                            | 6.8                                                            | 4.9                                                            |
| Temp. mín. media (°C)                                          | 4.4                                                            | 4.7                                                            | 4.1                                                            | 3.2                                                            | 1.5                                                            | 0.4                                                            | -0.3                                                           | -0.4                                                           | -0.2                                                           | 0.7                                                            | 2.0                                                            | 3.4                                                            | 1.9                                                            |
| Temp. mín. abs. (°C)                                           | -1.5                                                           | -1.0                                                           | -0.9                                                           | -2.7                                                           | -5.9                                                           | -8.3                                                           | -8.0                                                           | -9.5                                                           | -7.7                                                           | -5.0                                                           | -3.7                                                           | -1.2                                                           | -9.5                                                           |
| Precipitación total (mm)                                       | 72.2                                                           | 49.5                                                           | 57.5                                                           | 59.6                                                           | 59.9                                                           | 75.9                                                           | 62.9                                                           | 63.4                                                           | 62.3                                                           | 59.3                                                           | 51.9                                                           | 55.1                                                           | 729.5                                                          |
| Horas de sol                                                   | 188                                                            | 159                                                            | 147                                                            | 114                                                            | 94                                                             | 71                                                             | 84                                                             | 105                                                            | 126                                                            | 151                                                            | 175                                                            | 186                                                            | 1600                                                           |
| Humedad relativa (%)                                           | 78                                                             | 79                                                             | 82                                                             | 86                                                             | 88                                                             | 89                                                             | 89                                                             | 87                                                             | 84                                                             | 80                                                             | 75                                                             | 77                                                             | 82.8                                                           |
| Fuente: MeteoStats                                             |                                                                |                                                                |                                                                |                                                                |                                                                |                                                                |                                                                |                                                                |                                                                |                                                                |                                                                |                                                                |                                                                |

## Flora

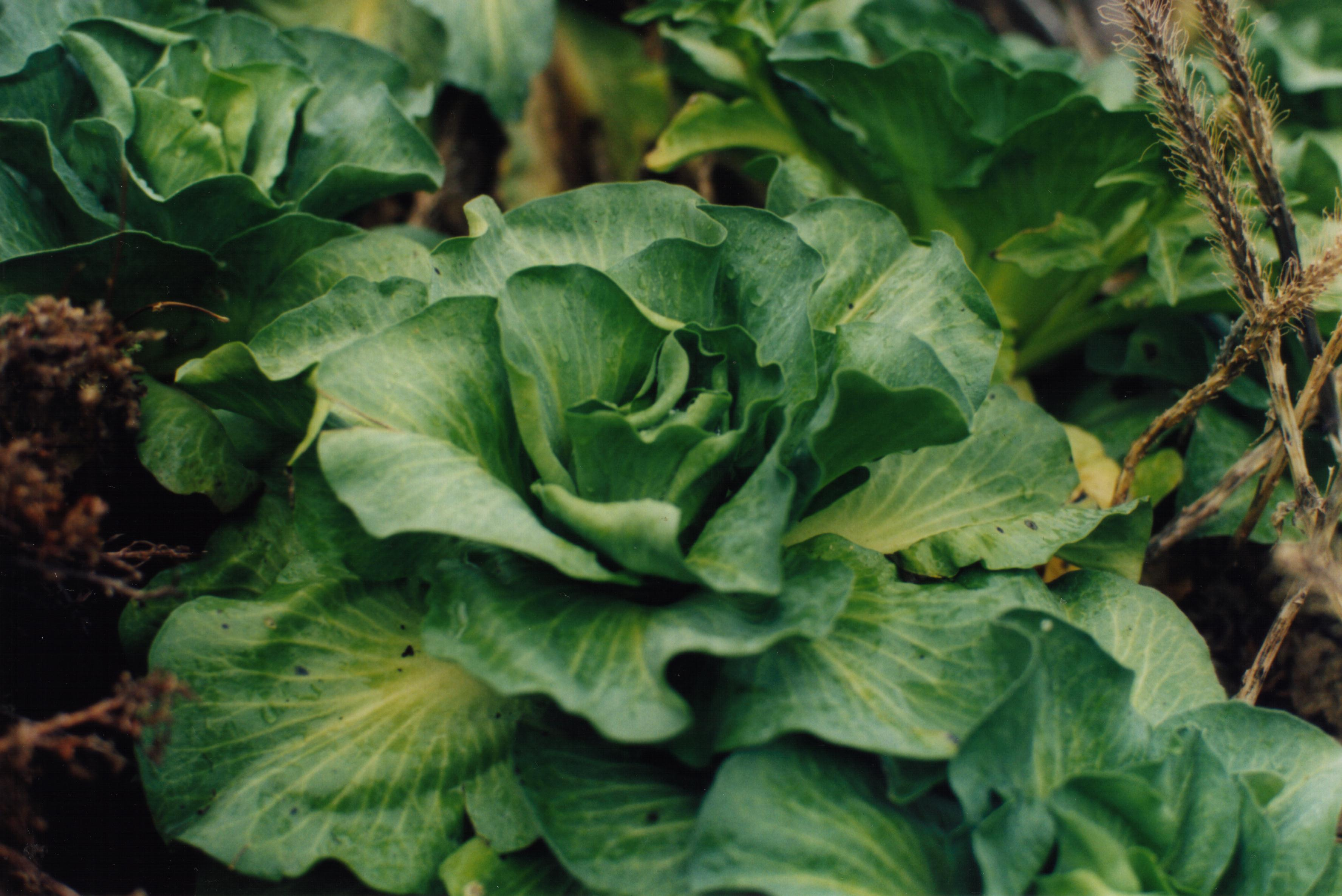
Col de Kerguelen.

Existe vegetación en la isla, si bien por las condiciones de humedad y de temperatura, es casi siempre achaparrada y pigmea: herbáceas, musgos, brezos, líquenes, manchas de tussoks (especialmente en la Planicie Central llamada Plateau du Tussok) y hongos. No hay árboles ni arbustos, se encuentran troncos fosilizados de árboles pertenecientes a la familia de las araucarias, prueba de que las islas tuvieron un clima más cálido. En las aguas abundan los bosques de laminariales o algas gigantes (Macrocystis pyrifera y Durvillaea antarctica), que pueden alcanzar los 25 m de longitud.
Una herbácea fanerógama endémica de las Kerguelen es la denominada col de Kerguelen (Pringlea antiscorbutica), muy rica en vitamina C.

## Fauna

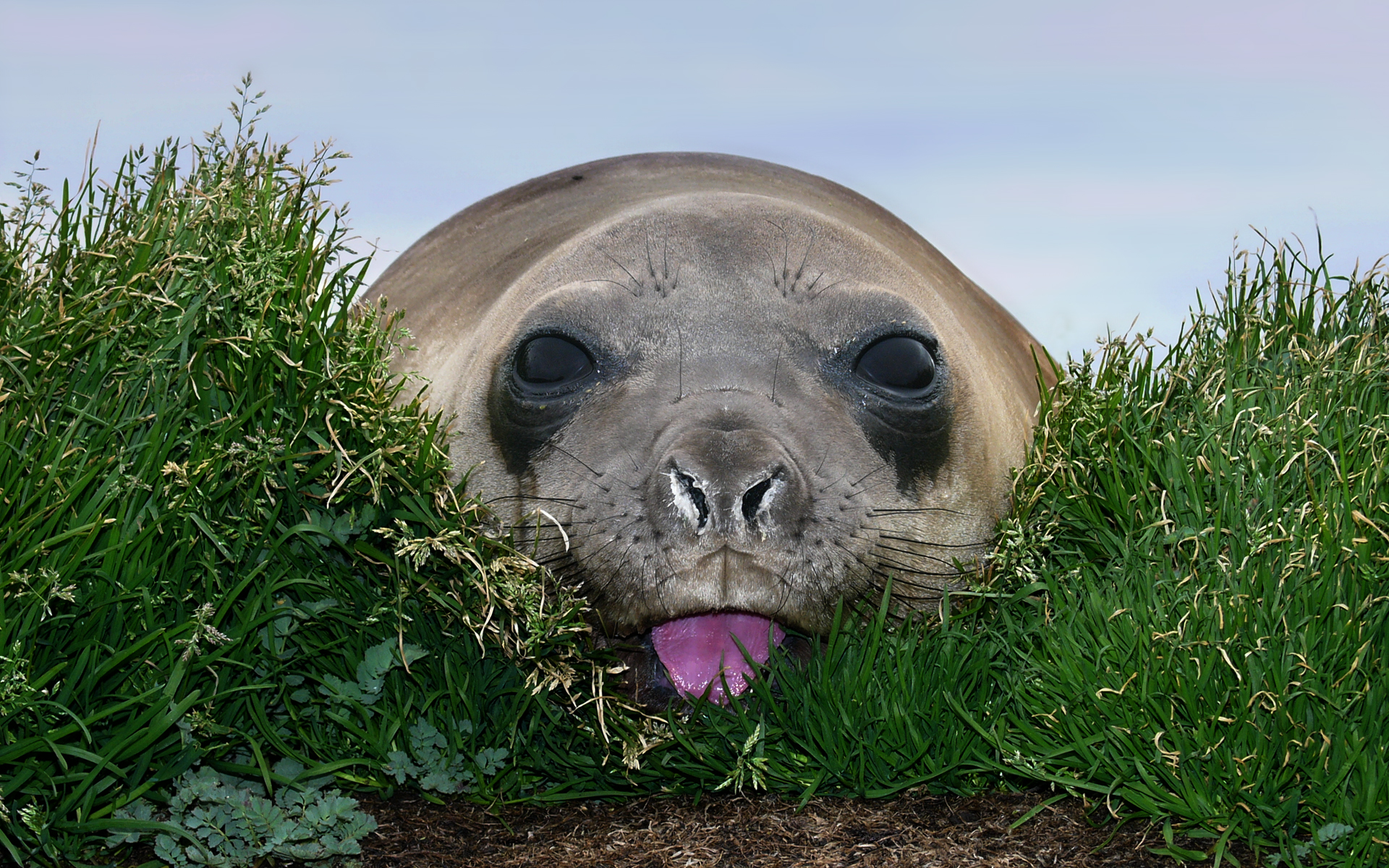
Elefante marino (Mirounga leonina) en la isla Kerguelen.

El archipiélago se ubica en la zona de convergencia antártica, donde las aguas frías procedentes de la Antártida se mezclan con las aguas cálidas derivadas de las corrientes septentrionales. Por este motivo abundan tanto la fauna marina como la fauna inmediatamente asociada a ella por razones ecológicas: focas, lobos marinos, leones marinos, elefantes marinos, junto con pingüinos (papúas, reales, de penacho, adelia), albatros, cormoranes, petreles, palomas antárticas, gaviotas, Daption capense y Catharacta skua.
La fauna alóctona aclimatada es bastante variada: ovejas, renos (introducidos desde el extremo polar de Europa a inicios del siglo XX), muflones, conejos (introducidos desde Sudáfrica en 1874), gatos, ratas y hasta hace poco cerdos europeos «cimarrones» (hoy extinguidos por la caza).

## Obras que referencian a Kerguelen
- Edgar Allan Poe. Aventuras de Arthur Gordon Pym.
- Julio Verne. La esfinge de los hielos, basada parcialmente en la anterior, París: Hetzel, 1897.
- Patrick O’Brian. (en inglés) Desolation Island (La isla de la Desolación), 1978
- Jacques Nougier. Los corsarios de las tierras australes,[6] la Dyle, 1999. ISBN 90-76526-08-7.
- Françoise Sylvestre. Léone. Chevagny sur Guye: Orphie, 2000. ISBN 2-87763-112-5.
- Patrick Robinson. El submarino de la última chance, ISBN 2-226-10712-6.
- Raymond Rallier du Baty. Aventuras en las Kerguelen, quince mil millas en un queche. Ed. Juventud. ISBN 84-261-3179-4.
- Jean-Paul Kauffmann. (en francés) L'arche des Kerguelen : voyages aux îles de la désolation, Flammarion, 1993. Rééd. "Petite Vermillon", La Table Ronde, 2002.
- Oscar Barrientos Bradasic El viento es un país que se fue, Das Kapital Ediciones, Santiago de Chile, 2009 (Novela basada en la república de balleneros de Kerguelen) ISBN 978-956-8835-00-2
- [Iago de la Campa] Viajes a Kerguelen, prosa poética.
- Marta Barrios, Los gatos salvajes de Kerguelen, 2021 ISBN 9788412204223.